# 魚叉海扇蛤
魚叉海扇蛤（学名：Chlamys hastata）为海扇蛤科錦海扇蛤屬下的一个种。

## 扩展阅读
- 图片 （页面存档备份，存于）